# احمدآباد پل آبگینه
احمدآباد پل آبگینه، روستایی از توابع بخش مرکزی شهرستان کازرون در استان فارس ایران است.

## جمعیت
این روستا در دهستان بلیان قرار دارد و براساس سرشماری مرکز آمار ایران در سال ۱۳۸۵، جمعیت آن ۷۱۳ نفر (۱۴۳خانوار) بوده‌است.